# Ельчин Масієв
Ельчин Масієв (азерб. Elçin Məsiyev; 29 червня 1991, Баку) — азербайджанський футбольний арбітр. Він судить матчі в Прем'єр-лізі. Арбітр ФІФА та УЄФА з 2021 року.

## Суддівська кар'єра
15 липня 2021 року Месієв дебютував у Європі під час матчу між «Петрокуб Хінчешті» та «Сілекс Кратово» в рамках першого кваліфікаційного раунду Ліги конференцій Європи УЄФА. Матч завершився з рахунком 1–0, а азербайджанський арбітр показав одну жовту картку.
Свій перший міжнародний матч він судив 12 вересня 2023 року, коли Швейцарія перемогла Андорру з рахунком 3-0 завдяки голам Седріка Іттена, Граніта Джаки та Джердана Шачірі. У цьому матчі Масієв показав чотири жовті картки.